# Списак возача формуле 1
На овој страни се налази списак возача Формуле 1.
Погледајте још и Категорија:Возачи формуле 1.
|  |  |  |  |  |  |  |  |  |  |  |  |  |  |  |  |  |  |  |  |  |  |  |  |  |  |  |  |  |  |

## А
- Александер Албон
- Хаиме Алгерсуари

- Жан Алези
- Фернандо Алонсо
- Алберто Аскари

## Б
- Рубенс Барикело
- Џенсон Батон
- Герхард Бергер
- Жил Бјанки
- Валтери Ботас

## В
- Марк Вебер
- Макс Верстапен
- Жак Вилнев
- Жил Вилнев
- Александер Вурц

## Г
- Пјер Гасли
- Тимо Глок
- Ромен Грожан

## Д
- Ентони Дејвидсон

## Ђ
- Антонио Ђовинаци

## Е
- Емерсон Фитипалди

## З
- Алесандро Занарди
- Рикардо Зонта

## И
- Еди Ирвајн

## К
- Данил Квјат
- Џим Кларк
- Хеики Ковалаинен
- Роберт Кубица
- Дејвид Култард

## Л
- Ники Лауда
- Николас Латифи
- Шарл Леклер

## М
- Кевин Магнусен
- Никита Мазепин
- Фелипе Маса
- Најџел Менсел
- Хуан Пабло Монтоја

## Н
- Кеји Накаџима
- Ландо Норис

## О
- Естебан Окон

## П
- Оливје Панис
- Серхио Перез
- Нелсон Пике
- Ален Прост

## Р
- Џорџ Расел
- Кими Рејкенен
- Данијел Рикардо
- Педро де ла Роса
- Кеке Росберг
- Нико Розберг

## С
- Карлос Саинз
- Такума Сато
- Аиртон Сена
- Џеки Стјуарт
- Ланс Строл

## Т
- Јарно Трули

## Ф
- Хуан Мануел Фанхо
- Ђанкарло Физикела
- Себастијан Фетел

## Х
- Ник Хајдфелд
- Мика Хакинен
- Луис Хамилтон
- Џони Херберт
- Дејмон Хил

## Ц
- Јуки Цундоа

## Џ
- Алан Џонс
- Гуанју Џоу

## Ш
- Мик Шумахер
- Михаел Шумахер
- Ралф Шумахер